# Bataille de Sarıkamış (1920)
 (signalé en mai 2025).
Si vous disposez d'ouvrages ou d'articles de référence ou si vous connaissez des sites web de qualité traitant du thème abordé ici, merci de compléter l'article en donnant les références utiles à sa vérifiabilité et en les liant à la section « Notes et références ».
- Archive Wikiwix
- Bing
- Cairn
- DuckDuckGo
- E. Universalis
- Gallica
- Google
- G. Books
- G. News
- G. Scholar
- Persée
- Qwant
- (zh) Baidu
- (ru) Yandex
- (wd) trouver des œuvres sur Wikidata

Guerre arméno-turque
La bataille de Sarıkamış est une bataille de la guerre arméno-turque opposant la Première République d'Arménie et le front oriental de l'armée de la Grande Assemblée nationale de Turquie le 29 septembre 1920 à Sarıkamış, en Turquie.

## Contexte
Fin septembre 1920, les Arméniens lancèrent plusieurs attaques contre les forces turques dans la région. Le 24 septembre, une force arménienne d'au moins 800 hommes, appuyée par neuf mitrailleuses, a lancé une attaque infructueuse contre les faibles retranchements turcs de Şenkaya. L'attaque a été repoussée et leur a coûté 47 morts et plusieurs blessés. De plus, deux mitrailleuses et des munitions ont été capturées par les Turcs. 8 turcs sont morts et 10 autres ont été blessés lors de l'attaque. Ces attaques ont donné aux commandants turcs un aperçu des capacités militaires arméniennes.

## Bataille
Le 29 septembre 1920, les forces turques ont rapidement vaincu les troupes arméniennes de Sarıkamış. Les forces arméniennes restantes se sont repliées sur la ligne Kötek- Selim - Göle et y sont restées jusqu'au 30 septembre.
Le 29 septembre, les forces de Karabekir avaient repris Sarıkamış et le lendemain Kağızman.